# 國家利益中心
國家利益中心（Center for the National Interest），常稱尼克松中心（Nixon Center），是一個總部位於美國華盛頓特區的公共政策智庫，負責出版討論美國外交政策的雙月刊《國家利益》，并積極於提高現實主義在國際關係中的作用。現任主席是迪米特里·西梅斯（Dimitri Simes）。
1994年1月20日前美國總統理查德·尼克松成立尼克松和平自由中心（Nixon Center for Peace and Freedom）；1998年改稱尼克松中心（Nixon Center），2003年改現名。其員工約20人左右，負責能源安全和氣候變化、戰略研究、美俄關係、美日關係、美中和太平洋關係、區域安全（中東、里海和南亞）這六個主要項目。 2006年年度預算為160萬美元。

## 延伸阅读
- Abelson, Donald E. (2006). A Capitol Idea: Think Tanks and US Foreign Policy. Montreal & Kingston : McGill-Queen's University Press. ISBN 0-7735-3115-7
- McGann, James G. (2007). The Global "Go-To Think Tanks": The Leading Public Policy Research Organizations in the World, 2007. (PDF). Accessed 9-29-2008.

## 外部連結
- Official website（页面存档备份，存于）